# Cedric Mabwati
Cedric Mabwati Gerard, semplicemente conosciuto come Cedric (Kinshasa, 8 marzo 1992), è un calciatore congolese (Repubblica Democratica del Congo), centrocampista dell'Atlético Pinto.

## Carriera
Il 3 luglio 2013 il giocatore si trasferisce al Betis, firmando un contratto quadriennale. Il cartellino è costato alla squadra di Siviglia il prezzo simbolico di 1,20 €. Il 18 agosto 2013 debutta nella Primera División contro il Real Madrid. Il 30 gennaio 2015 la squadra statunitense del Columbus Crew annuncia il suo ingaggio al termine della stagione 2014-2015.

## Statistiche
Statistiche aggiornate al 30 marzo 2016.
| Stagione             | Club                 | Campionato           | Campionato | Campionato | Coppe nazionali | Coppe nazionali | Coppe nazionali | Coppe continentali | Coppe continentali | Coppe continentali | Altre coppe | Altre coppe | Altre coppe | Totale | Totale |
| Stagione             | Club                 | Comp                 | Pres       | Reti       | Comp            | Pres            | Reti            | Comp               | Pres               | Reti               | Comp        | Pres        | Reti        | Pres   | Reti   |
| -------------------- | -------------------- | -------------------- | ---------- | ---------- | --------------- | --------------- | --------------- | ------------------ | ------------------ | ------------------ | ----------- | ----------- | ----------- | ------ | ------ |
| 2009-2010            | Atlético Madrid      | PD                   | -          | -          | CR              | 1               | 0               | -                  | -                  | -                  | -           | -           | -           | 1      | 0      |
| 2010-2011            | Numancia             | SD                   | 40         | 9          | CR              | 1               | 0               | -                  | -                  | -                  | -           | -           | -           | 41     | 9      |
| 2011-2012            | Numancia             | SD                   | 31         | 1          | CR              | 2               | 0               | -                  | -                  | -                  | -           | -           | -           | 33     | 1      |
| 2012-2013            | Numancia             | SD                   | 37         | 3          | -               | -               | -               | -                  | -                  | -                  | -           | -           | -           | 37     | 3      |
| Totale Numancia      | Totale Numancia      | Totale Numancia      | 108        | 13         |                 | 3               | 0               |                    |                    |                    |             |             |             | 111    | 13     |
| 2013-2014            | Real Betis           | PD                   | 23         | 0          | CR              | 1               | 0               | UEL                | 11                 | 1                  | -           | -           | -           | 35     | 1      |
| 2014-2015            | Osasuna              | SD                   | 30         | 0          | -               | -               | -               | -                  | -                  | -                  | -           | -           | -           | 30     | 0      |
| 2015                 | Columbus Crew        | MLS                  | 9+4        | 1          | -               | -               | -               | -                  | -                  | -                  | -           | -           | -           | 9+4    | 1      |
| 2016                 | Columbus Crew        | MLS                  | 3          | 0          | -               | -               | -               | -                  | -                  | -                  | -           | -           | -           | 3      | 0      |
| Totale Columbus Crew | Totale Columbus Crew | Totale Columbus Crew | 12+4       | 1          |                 |                 |                 |                    |                    |                    |             |             |             | 12+4   | 1      |
| Totale               | Totale               | Totale               | 173+4      | 14         |                 | 5               | 0               |                    | 11                 | 1                  |             |             |             | 189+4  | 15     |